# 阿扬蓼
阿扬蓼（学名：Polygonum ajanense）为蓼科蓼属下的一种多年生草本植物。分布于俄罗斯（东西伯利亚、远东）、朝鲜、日本。中国分布在内蒙古东北部。生长在山坡草地，海拔600米。